# ضياع في حفر الباطن (مسلسل)
ضياع في حفر الباطن مسلسل عراقي من إنتاج قناة العراقية الفضائية التابعة إلى شبكة الإعلام العراقي وتدور قصة المسلسل حول ضياع ستة جنود عراقيين في صحراء حفر الباطن في السعودية خلال حرب الخليج الثانية والغزو العراقي للكويت في 1990 بعد ان يستعرض وبشكل مبسط احداث حرب الخليج الأولى أو الحرب العراقية الإيرانية وكذلك يجسد احداث الانتفاضة الشعبانية التي قام بها الشعب العراقي ضد نظام صدام حسين في 1991 وهو مقتبس من رواية للكاتب عبد الكريم العبيدي تحمل نفس الاسم.

## الممثلون
| بيت حجي جابر - ميمون الخالدي بدور حجي جابر - كريم محسن بدور توفيق - حسن هادي بدور اكرم - صفا صالح بيت حجي شبيب - ستار البصري بدور حجي شبيب - أنعام الربيعي - زهور علاء - أكرم الجزائري بيت ام رعد - عواطف السلمان - أسعد عبد المجيد | بيت أبو حسوني - صادق عباس بدور أبو حسوني - بتول كاظم - ستار حربي بدور حسوني - ديما احمد - سجاد علي نجم بيت أبو بوسف - مجيد عبد الواحد - خلود جبار - صلاح منسي - علاء أياد | الفرقة الحزبية - صلاح مونيكا بدور شاكر الأسود - حقي الشوك - عدنان شلاش - حسين علي صالح - طه المشهداني بدور غركان شباب المسرح العراقي - طارق العذاري - أحمد مونيكا - حيدر جمعة - سهيل نجم | بطولة - كاظم القريشي بدور سيد جعفر - ميلاد سري بدور بديعة - سعد محسن بدور قيس - علي داخل - رضا طارش - الرائد المسرحي عبد الرزاق سكر بدور عبود أبو سودة - أزهار العسلي بدور تهاني - مسحن الجيلاوي بدور أبو صكر - ثامر الشطري بدور ماردين - مرتضى السعدي بدور ملازم جبار - مرتضى حبيب بدور علاء السلطان |

تمثيل: طارق الآغا بدور اياد المسبحي - حسين جخيور - تحرير الاسدي - فؤادي حنون - سلام إبراهيم - حيدر صالح - فاضل صالح - عباس حمدان - ماهر عبد الأمير - عبد الجبار خلف - عقيل زاير - علي المطوع - تيسير الياسري - فلاح محسن - أزهار المحمداوي - رزاق حيدر - جبار المشهداني.

## وصلات خارجية
- صفحة المسلسل الرسمية في موقع الفيس بوك  على فيسبوك.
- تغطية المسلسل في منتديات ستار تايمز